# Präsidentschaftswahl in der Republik Zypern 2008
Die Präsidentschaftswahl in der Republik Zypern 2008 fand am 17. Februar (erster Wahlgang) und am 24. Februar (Stichwahl) statt.

## Ergebnis
| Kandidaten                                             | Parteien                           | 1. Wahlgang | 1. Wahlgang | 2. Wahlgang | 2. Wahlgang |
| Kandidaten                                             | Parteien                           | Stimmen     | %           | Stimmen     | %           |
| ------------------------------------------------------ | ---------------------------------- | ----------- | ----------- | ----------- | ----------- |
| Dimitris Christofias                                   | Anorthotiko Komma Ergazomenou Laou | 150.016     | 33,3        | 240.604     | 53,4        |
| Ioannis Kasoulidis                                     | Dimokratikos Synagermos            | 150.996     | 33,5        | 210.195     | 46,6        |
| Tassos Papadopoulos                                    | Dimokratiko Komma                  | 143.249     | 31,8        |             |             |
| Marios Matsakis                                        | Parteilos                          | 3.460       | 0,8         |             |             |
| Kostas Kyriacou                                        | Parteilos                          | 1.092       | 0,2         |             |             |
| Kostas Themistocleous                                  | Parteilos                          | 753         | 0,2         |             |             |
| Andreas Efstratiou                                     | Parteilos                          | 713         | 0,2         |             |             |
| Christodoulos Neophytou                                | Parteilos                          | 243         | 0,1         |             |             |
| Anastasis Michael                                      | Parteilos                          | 117         | 0,0         |             |             |
| Gesamt                                                 | Gesamt                             | 450.639     | 100         | 450.799     | 100         |
|                                                        |                                    |             |             |             |             |
| Ungültige Stimmen                                      | Ungültige Stimmen                  | 12.208      | 2,6         | 18.344      | 3,9         |
| Wähler                                                 | Wähler                             | 462.847     | 89,6        | 469.143     | 90,8        |
| Wahlberechtigte                                        | Wahlberechtigte                    | 516.441     |             | 516.448     |             |
|                                                        |                                    |             |             |             |             |
| Quelle: Presidential Elections 2008 – Official Results |                                    |             |             |             |             |